# Calama (Numídia)
Calama foi uma colônia da província romana da Numídia localizada onde está atualmente Guelma, na Argélia.
G. Mokhtar coloca-a dentro da província romana África Proconsularis, a leste da Numídia, mas, em geral, é assumido que foi de fato na Numídia, e uma província foi provavelmente criada em 198-199.

## História
Calama foi fundada pelos fenícios e chamada Malaka, semelhante  à sua colônia em Málaga, Espanha. Malaka estava situada no reino berbere da Numídia. Quando esta área mais tarde ficou sob o domínio romano, a cidade foi renomeada Calama. Entre o final da república e o início do império, foi governada por uma magistratura gêmea de sufetes de inspiração púnica.
No século I d.C., Calama, então parte da província romana da Numídia, tornou-se um importante centro urbano. Recebeu o título de municipium romano já em Adriano, e de colônia mais tarde. A cidade foi patrocinada por Vibia Aurélia Sabina, irmã do imperador Cômodo (final do século II). Calama foi, com Sitifis (Sétif) e Hippo Regius (Annaba), um dos celeiros de Roma nos séculos II e III d.C. Sob Septímio Severo, Calama tornou-se uma das mais prósperas do império romano, com termas e um enorme teatro.
No século IV, Calama tornou-se uma diocese cristã. Um residente famoso foi São Possídio que escreveu a primeira biografia de Agostinho, na qual afirma que ele próprio fazia parte do clero do Mosteiro de Agostinho quando foi nomeado Bispo de Calama. Quando Calama caiu nas mãos do rei vândalo Genserico em 429, Possídio refugiou-se com Agostinho na cidade murada de Hipona Regius. Ele estava presente na morte de Santo Agostinho em 430.
Os vândalos capturaram e destruíram parcialmente Calama e derrotaram o conde Bonifácio perto da cidade em 431.
Após a conquista da Numídia pelo Império Bizantino, Salomão (general de Justiniano I) construiu novas muralhas para a cidade. Neste período, a cidade foi atribuída ao Exarcado de Cartago. Com a derrota bizantina e disseminação do islamismo, todo o território foi abandonado.
Seu teatro romano foi restaurado em 1905.

## Sé titular
Como sé de bispos titulares da Igreja Católica, com o nome de Calamensis, Calama foi ocupada pelos seguintes prelados:
- Gonzalo Ribeiro de Almeida
- Nunnius Martini
- Gaspar dos Reis, OP
- Jeronimo Pereyra, OP
- Diogo da Conceição de Araújo, OSA
- Jerónimo de Carrerio, OSA
- Edmund O'Dwyer
- Beato Terence Albert O'Brien, OP
- Andreas Ridolfi, OFM Conv.
- Stefan Antonin Mdzewski, OP
- Giorgio Antonio Vareschi, OCD
- Adrian Butrymowicz, OSBM
- José Calixto Orihuela Valderrama, OESA
- Klemens August Droste zu Vischering
- Luigi Maria (Ferdinando) Fortini, OCD
- Louis-Marie Pineau, MEP
- Martino Chiolino, PIME
- Eugène Joseph Hubert Lebouille, CM
- René Toussaint, OMI
- Henri Marie Charles Gufflet
- Jean Hengen
- Jožef Kvas
- José Daniel Falla Robles
- Paulo Alves Romão